# Voluta
Voluta is een geslacht van Gastropoda, dat fossiel bekend is vanaf het Tertiair. Tegenwoordig bestaan er nog enkele soorten van dit geslacht.

## Beschrijving
De zeer stevige, axiaal geribbelde, rechter spiraalvormige behuizing van de Voluta-soort is min of meer cirkelvormig of dubbel conisch, met het lichaam rond de hogere kegel en de draad met knopen en bultjes die de onderste kegel vormen. De witachtige behuizingen hebben opvallende patronen van lijnen, stippen en lijnen. De slakken zelf hebben een vergelijkbare kleur en patroon als hun omhulsel. De twee kleine zwarte ogen zitten onderaan de antenne. In tegenstelling tot andere Volutidae hebben de drie typen een operculum dat slechts een deel van de mond van de behuizing in beslag neemt. Het is hoornachtig en puntig eivormig met de kern erop. Net als andere Volutidae voeden de Voluta-soorten zich met slakken en mosselen.
Zoals alle Volutidae, zijn de slakken van het geslacht Voluta afzonderlijke geslachten met interne bevruchting. De vrouwtjes hechten tot drie centimeter grote halfronde eicaps, die ongeveer vijf eieren bevatten in een eiwitrijk voedingsmedium, met de platte kant op een stevig substraat. De ontwikkeling naar de voltooide slak vindt volledig in de capsule plaats. Na ongeveer twee tot drie maanden komen er maximaal vijf jonge slakken uit een capsule, waarvan de schaal meer dan een centimeter lang kan zijn.

## Verspreiding
De drie tot vijf soorten van het geslacht Voluta leven in de westelijke Atlantische Oceaan in de wateren van Zuid-Amerika en het Caribisch gebied. De drie onbetwistbaar erkende soorten is Voluta ebraea aan de kust van Brazilië, Voluta musica aan de kust van Colombia, Venezuela, Suriname en de Antillen en Voluta virescens aan de kust van Costa Rica, Panama en Colombia. De soort wordt van elkaar geïsoleerd door de zoetwaterrijke mond van de Amazone. Het ontbrekende pelagische Veliger-stadium leidt tot een beperkte verspreiding en bevordert aldus de differentiatie van de soort.

## Classificatie
Carl Linnaeus beschrijft het geslacht Voluta in 1758 als een slak met een eendelige spiraalvormige schaal met een wijd open, ingekeepte mond zonder kanaal, met een as gevouwen op de binnenlip (columella) zonder een navel. Vanwege deze morfologische kenmerken van de slakkenhuis, omvat deze naast de rolslakken ook andere soorten, zoals de Olividae en de Mitra-slakken.
Voluta musica is gedefinieerd als de typesoort. De reikwijdte van het geslacht is sindsdien beperkt. Het geslacht Oliva werd in 1789 gecreëerd door Jean Guillaume Bruguière voor de Olividae en het geslacht Mitra in 1798 door Jean-Baptiste de Lamarck voor de Mitra-slakken. Ook binnen de vandaag erkende familie van Voluta volgden nieuwe genres in de eerste helft van de 19e eeuw, zoals Melo in 1826 door George Brettingham Sowerby I en Cymbiola in 1831 door William Swainson. Het resultaat was een relatief vroege vernauwing van het geslacht Voluta tot de West-Atlantische Voluta. Lange tijd waren er echter beschrijvingen van soorten die uitsluitend waren gebaseerd op lege behuizingen die in Europa waren afgeleverd. Linnaeus geloofde dat Voluta ebraea een Oost-Indische soort was, en het was pas in 1874 dat Wilhelm Kobelt zonder enige twijfel de oorsprong van dit type behuizingen uit Brazilië bevestigde.

## Soorten
- Voluta demarcoi Olsson, 1965
- Voluta ebraea Linnaeus, 1758
- Voluta ernesti (Petuch, 1990)
- Voluta garciai (Petuch, 1981)
- Voluta harasewychi (Petuch, 1987)
- Voluta hilli (Petuch, 1987)
- Voluta kotorai (Petuch, 1981)
- Voluta morrisoni (Petuch, 1980)
- Voluta musica Linnaeus, 1758
- Voluta polypleura Crosse, 1876
- Voluta retemirabilis (Petuch, 1981)
- Voluta risor (Finlay, 1927) †
- Voluta sunderlandi (Petuch, 1987)
- Voluta virescens Lightfoot, 1786

### Taxon inquirendum
- Voluta alba Montagu, 1803
- Voluta columbella G. B. Sowerby II, 1864
- Voluta deshayesii Reeve, 1855
- Voluta provocator G. B. Sowerby III, 1887
- Voluta radula G. B. Sowerby I in Forbes, 1846 †
- Voluta soror G. B. Sowerby I, 1850 †
- Voluta spoliata G. B. Sowerby I, 1847 †

### Nomen dubium
- Voluta corrugata Hutton, 1873 †
- Voluta hyalina Montagu, 1808

### Synoniemen
- Voluta (Alcithoe) H. Adams & A. Adams => Alcithoe H. Adams & A. Adams, 1853
  - Voluta (Alcithoe) kreuslerae Angas, 1865 => Notovoluta kreuslerae (Angas, 1865)
  - Voluta (Alcithoe) ponsonbyi E. A. Smith, 1901 => Callipara ponsonbyi (E. A. Smith, 1901)
  - Voluta (Alcithoe) subplicata Hutton, 1873 => Alcithoe fusus (Quoy & Gaimard, 1833)
- Voluta (Callipara) => Callipara Gray, 1847
- Voluta (Fulgoraria) Schumacher, 1817 => Fulgoraria Schumacher, 1817
  - Voluta (Fulgoraria) delicata Fulton, 1940 => Saotomea delicata (Fulton, 1940)
  - Voluta (Fulgoraria) mentiens Fulton, 1940 => Fulgoraria mentiens (Fulton, 1940)
- Voluta (Fusivoluta) E. von Martens, 1902 => Fusivoluta E. von Martens, 1902
  - Voluta (Fusivoluta) anomala E. von Martens, 1902 => Fusivoluta anomala (E. von Martens, 1902)
- Voluta (Lyria) Gray, 1847 => Lyria Gray, 1847
  - Voluta (Lyria) queketti E. A. Smith, 1901 => Callipara queketti (E. A. Smith, 1901)
- Voluta (Psephaea) Crosse, 1871 => Fulgoraria (Psephaea) Crosse, 1871
  - Voluta (Psephaea) daviesi Fulton, 1938 => Fulgoraria daviesi (Fulton, 1938)
- Voluta (Scaphella) Swainson, 1832 => Scaphella Swainson, 1832
  - Voluta (Scaphella) stearnsii Dall, 1872 => Arctomelon stearnsii (Dall, 1872)
- Voluta (Ternivoluta) Martens, 1897 => Athleta (Ternivoluta) Martens, 1897
- Voluta (Vespertilio) Mörch, 1852 => Cymbiola Swainson, 1831
  - Voluta (Vespertilio) tjilonganensis K. Martin, 1906 † => Cymbiola tjilonganensis (K. Martin, 1906) †
- Voluta (Volutella) d'Orbigny, 1841 => Zidona H. Adams & A. Adams, 1853
- Voluta abyssicola Adams & Reeve, 1848 => Athleta abyssicola (A. Adams & Reeve, 1848)
- Voluta aculeata Hutton, 1885 † => Spinomelon aculeata (Hutton, 1885) †
- Voluta acuminata Gmelin, 1791 => Vexillum acuminatum (Gmelin, 1791)
- Voluta acus Gmelin, 1791 => Longchaeus acus (Gmelin, 1791)
- Voluta adcocki Tate, 1889 => Paramoria guntheri (E. A. Smith, 1886)
- Voluta aethiopica Linnaeus, 1758 => Melo aethiopica [sic]
- Voluta affinis Brocchi, 1814 † => Athleta affinis (Brocchi, 1814) †
- Voluta africana Reeve, 1856 => Festilyria africana (Reeve, 1856)
- Voluta africana Adegoke, 1977 † => Eovoluta adegokei Pacaud & Lebrun, 2019 †
- Voluta alba W. Turton, 1819 => Leucophytia bidentata (Montagu, 1808)
- Voluta albida Bosc, 1801 => Persicula porcellana (Gmelin, 1791)
- Voluta alta G. B. Sowerby I, 1846 † => Adelomelon altum (G. B. Sowerby I, 1846) †
- Voluta americana Reeve, 1856 => Odontocymbiola americana (Reeve, 1856)
- Voluta amphora [Lightfoot, 1786] => Melo amphora ([Lightfoot, 1786])
- Voluta ampla Gmelin, 1791 => Ancilla ampla (Gmelin, 1791)
- Voluta ampullacea Brocchi, 1814 † => Trigonostoma ampullaceum (Brocchi, 1814) †
- Voluta ancilla [Lightfoot], 1786 => Adelomelon ancilla ([Lightfoot], 1786)
- Voluta angasii G. B. Sowerby II, 1864 => Amoria undulata (Lamarck, 1804)
- Voluta angulata [Lightfoot, 1786] => Turbinella angulata ([Lightfoot, 1786])
- Voluta angulata Swainson, 1821 => Zidona dufresnii (Donovan, 1823)
- Voluta anguria Lightfoot, 1786 => Melo melo (Lightfoot, 1786)
- Voluta anna Lesson, 1835 => Lyria anna (Lesson, 1835)
- Voluta annulata Gmelin, 1791 => Oliva annulata (Gmelin, 1791)
- Voluta anomala E. von Martens, 1902 => Fusivoluta anomala (E. von Martens, 1902)
- Voluta arabica Gmelin, 1791 => Alcithoe arabica (Gmelin, 1791)
- Voluta arausiaca [Lightfoot], 1786 => Harpulina arausiaca ([Lightfoot], 1786)
- Voluta armata Lamarck, 1811 => Melo amphora ([Lightfoot, 1786])
- Voluta arnheimi (Rivers, 1891) => Adelomelon (Adelomelon) ancilla (Lightfoot, 1786)
- Voluta aulica Solander in G. B. Sowerby I, 1825 => Cymbiola aulica (G. B. Sowerby I, 1825)
- Voluta aurantia Gmelin, 1791 => Strigatella aurantia (Gmelin, 1791)
- Voluta aurea Martini, 1773 => Oliva oliva (Linnaeus, 1758)
- Voluta auriscati Holten, 1802 => Otopleura auriscati (Holten, 1802)
- Voluta aurisjudae (Linnaeus, 1758) => Ellobium aurisjudae (Linnaeus, 1758)
- Voluta aurismidae (Linnaeus, 1758) => Ellobium aurismidae (Linnaeus, 1758)
- Voluta aurissileni Born, 1780 => Plekocheilus aurissileni (Born, 1780)
- Voluta australiae Cox, 1872 => Amoria undulata (Lamarck, 1804)
- Voluta barbadensis Gmelin, 1791 => Probata barbadensis (Gmelin, 1791)
- Voluta barnesii Gray, 1825 => Enaeta barnesii (Gray, 1825)
- Voluta baudoni Deshayes, 1865 † => Euroscaphella baudoni (Deshayes, 1865) †
- Voluta beauii P. Fischer & Bernardi, 1857 => Lyria beauii (P. Fischer & Bernardi, 1857)
- Voluta beckii Broderip, 1836 => Adelomelon beckii (Broderip, 1836)
- Voluta bednalli Brazier, 1878 => Volutoconus bednalli (Brazier, 1878)
- Voluta biannullata Fabricius, 1826 => Volvarina exilis (Gmelin, 1791)
- Voluta bidentata Montagu, 1808 => Leucophytia bidentata (Montagu, 1808)
- Voluta bifasciata Gmelin, 1791 => Acteon tornatilis (Linnaeus, 1758)
- Voluta bolli Koch, 1862 † => Euroscaphella bolli (Koch, 1862) †
- Voluta bouei Deshayes, 1865 † => Eovoluta bouei (Deshayes, 1865) †
- Voluta bracata Mabille & Rochebrune, 1889 => Adelomelon (Adelomelon) ancilla (Lightfoot, 1786)
- Voluta brasiliana Lamarck, 1811 => Pachycymbiola brasiliana (Lamarck, 1811)
- Voluta brazieri Cox, 1873 => Lyria laseroni (Iredale, 1937)
- Voluta brazieri Brazier, 1870 => Cymbiola thatcheri (McCoy, 1868)
- Voluta breviplicata Forbes, 1846 † => Fusus breviplicatus (Forbes, 1846) †
- Voluta brocchi Scacchi, 1833 => Granulina marginata (Bivona, 1832)
- Voluta broderipii Gray, 1833 => Melo broderipii (Gray, 1833)
- Voluta buccinea Brocchi, 1814 † => Ringicula buccinea (Brocchi, 1814) †
- Voluta bullaoides Montagu, 1808 => Melampus bullaoides (Montagu, 1808)
- Voluta bullata Born, 1778 => Bullata bullata (Born, 1778)
- Voluta bullata Swainson, 1829 => Callipara bullatiana Weaver & duPont, 1967
- Voluta caffra Linnaeus, 1758 => Vexillum caffrum (Linnaeus, 1758)
- Voluta calcarata Brocchi, 1814 † => Calcarata calcarata (Brocchi, 1814) †
- Voluta canaliculata McCoy, 1869 => Amoria canaliculata (McCoy, 1869)
- Voluta cancellata Linnaeus, 1767 => Bivetiella cancellata (Linnaeus, 1767)
- Voluta capitata Perry, 1811 => Fulgoraria rupestris rupestris (Gmelin, 1791)
- Voluta capitata Tate, 1889 † => Scaphella macrocephala Finlay, 1927 †
- Voluta cardinalis Gmelin, 1791 => Quasimitra cardinalis (Gmelin, 1791)
- Voluta carneola Gmelin, 1791 => Oliva carneola (Gmelin, 1791)
- Voluta carneolata Lamarck, 1811 => Voluta musica Linnaeus, 1758
- Voluta carneolus Gmelin, 1791 => Voluta carneola Gmelin, 1791
- Voluta carolinensis Conrad, 1840 † => Pleioptygma carolinense (Conrad, 1840) †
- Voluta cassidula Reeve, 1849 => Lyria cassidula (Reeve, 1849)
- Voluta casta Gmelin, 1791 => Swainsonia casta (Gmelin, 1791)
- Voluta castanea Megerle von Mühlfeld, 1816 => Melampus castaneus (Megerle von Mühlfeld, 1816)
- Voluta catenata Montagu, 1803 => Gibberula catenata (Montagu, 1803)
- Voluta cathcartiae Reeve, 1856 => Cymbiola cathcartiae (Reeve, 1856)
- Voluta chemnitzii Dillwyn, 1817 => Glabella denticulata (Link, 1807)
- Voluta chorea Röding, 1798 => Voluta musica Linnaeus, 1758
- Voluta cingulata Dillwyn, 1817 => Persicula cingulata (Dillwyn, 1817)
- Voluta cithara Lightfoot, 1786 => Melo amphora ([Lightfoot, 1786])
- Voluta citrina Fischer, 1807 => Melo melo (Lightfoot, 1786)
- Voluta clandestina Brocchi, 1814 => Granulina clandestina (Brocchi, 1814) †
- Voluta clathrus Gmelin, 1791 => Neocancilla clathrus (Gmelin, 1791)
- Voluta cleryana Petit de la Saussaye, 1856 => Odontocymbiola americana cleryana (Petit de la Saussaye, 1856)
- Voluta coffea (Linnaeus, 1758) => Melampus coffea (Linnaeus, 1758)
- Voluta colocynthis Dillwyn, 1817 => Adelomelon brasilianum (Lamarck, 1811)
- Voluta concinna Broderip, 1836 => Fulgoraria concinna (Broderip, 1836)
- Voluta confusa Röding, 1798 => Voluta musica Linnaeus, 1758
- Voluta coniformis Cox, 1871 => Volutoconus coniformis (Cox, 1871)
- Voluta conoidea Tate, 1889 † => Volutoconus ralphi Finlay, 1930 † (invalid, not Renier, 1804)
- Voluta conus Gmelin, 1791 => Imbricaria conus (Gmelin, 1791)
- Voluta cornicula Linnaeus, 1758 => Episcomitra cornicula (Linnaeus, 1758)
- Voluta corona Dillwyn, 1817 => Cymbiola cymbiola (Gmelin, 1791)
- Voluta costata Swainson, 1824 => Lyria anna (Lesson, 1835)
- Voluta crenistria von Koenen, 1885 † => Euroscaphella crenistria (von Koenen, 1885) †
- Voluta crenulata Gmelin, 1791 => Pterygia crenulata (Gmelin, 1791)
- Voluta cruentata Gmelin, 1791 => Vexillum virgo (Linnaeus, 1767)
- Voluta cumingii Broderip, 1832 => Enaeta cumingii (Broderip, 1832)
- Voluta cylleniformis G. B. Sowerby I, 1844 => Enaeta cylleniformis (G. B. Sowerby I, 1844)
- Voluta cymbiola Gmelin, 1791 => Cymbiola cymbiola (Gmelin, 1791)
- Voluta cymbium Linnaeus, 1758 => Cymbium cymbium (Linnaeus, 1758)
- Voluta cypraeola Brocchi, 1814 † => Erato cypraeola (Brocchi, 1814) †
- Voluta dactylus Linnaeus, 1767 => Pterygia dactylus (Linnaeus, 1767)
- Voluta dama W. Wood, 1828 => Olivella dama (W. Wood, 1828)
- Voluta delessertiana Petit de la Saussaye, 1842 => Lyria delessertiana (Petit de la Saussaye, 1842)
- Voluta delicata Fulton, 1940 => Saotomea delicata (Fulton, 1940)
- Voluta deliciosa Montrouzier, 1859 => Lyria deliciosa (Montrouzier, 1859)
- Voluta denticulata Montagu, 1803 => Myosotella denticulata (Montagu, 1803)
- Voluta diadema Lamarck, 1811 => Melo amphora ([Lightfoot, 1786])
- Voluta discors Gmelin, 1791 => Pyrene punctata (Bruguière, 1789)
- Voluta dohrni G. B. Sowerby III, 1903 => Scaphella dohrni (G. B. Sowerby III, 1903)
- Voluta domeykoana Philippi, 1887 † => Palaeomelon domeykoanum (Philippi, 1887) †
- Voluta dubia Broderip, 1827 => Scaphella dubia (Broderip, 1827)
- Voluta ducalis Lamarck, 1811 => Melo umbilicatus Broderip in G. B. Sowerby I, 1826
- Voluta dufresnii Donovan, 1823 => Zidona dufresnii (Donovan, 1823)
- Voluta elegans Gmelin, 1791 => Cryptospira elegans (Gmelin, 1791)
- Voluta elegans Link, 1807 => Vexillum regina (G. B. Sowerby I, 1828)
- Voluta elegans Grateloup, 1827 † => Athleta subelegans (d'Orbigny, 1852) †
- Voluta ellioti G. B. Sowerby II, 1864 => Amoria ellioti (G. B. Sowerby II, 1864)
- Voluta elongata Swainson, 1821 => Alcithoe arabica (Gmelin, 1791)
- Voluta elongata Lightfoot, 1786 => Placostylus fibratus (Martyn, 1784)
- Voluta eomagna H. E. Vokes, 1939 † => Eovoluta eomagna (H. E. Vokes, 1939) †
- Voluta epigona E. von Martens, 1904 => Athleta epigona (E. von Martens, 1904)
- Voluta exilis Gmelin, 1791 => Volvarina exilis (Gmelin, 1791)
- Voluta exoptanda Reeve, 1849 => Amoria exoptanda (Reeve, 1849)
- Voluta faba Linnaeus, 1758 => Glabella faba (Linnaeus, 1758)
- Voluta fasciata Dillwyn, 1817 => Partula faba (Gmelin, 1791)
- Voluta fasciata Schubert & J. A. Wagner, 1829 => Cymbiola nobilis ([Lightfoot], 1786)
- Voluta faxensis Ravn, 1902 † => Euroscaphella faxensis (Ravn, 1902) †
- Voluta ferussacii Donovan, 1824 => Pachycymbiola ferussacii (Donovan, 1824)
- Voluta festiva d'Orbigny, 1841 => Adelomelon (Adelomelon) beckii (Broderip, 1836)
- Voluta festiva Lamarck, 1811 => Callipara festiva (Lamarck, 1811)
- Voluta ficulina Lamarck, 1811 † => Athleta ficulina (Lamarck, 1811) †
- Voluta filaris Linnaeus, 1771 => Domiporta filaris (Linnaeus, 1771)
- Voluta filosa Born, 1780 => Domiporta filaris (Linnaeus, 1771)
- Voluta flammula Wood, 1828 => Cymbiola cymbiola (Gmelin, 1791)
- Voluta flava Gmelin, 1791 => Melampus flavus (Gmelin, 1791)
- Voluta fluminea Maton, 1811 => Chilina fluminea (Maton, 1811)
- Voluta fluviatilis Maton, 1811 => Chilina fluminea (Maton, 1811)
- Voluta fragaria W. Wood, 1828 => Clivipollia fragaria (W. Wood, 1828)
- Voluta fulgetrum G. B. Sowerby I, 1825 => Ericusa fulgetrum (G. B. Sowerby I, 1825)
- Voluta fulminata Lamarck, 1811 => Fulgoraria rupestris rupestris (Gmelin, 1791)
- Voluta fulva Lamarck, 1811 => Voluta musica Linnaeus, 1758
- Voluta fuscata Gmelin, 1791 => Leucozonia nassa (Gmelin, 1791)
- Voluta fusiformis Kiener, 1839 => Adelomelon (Adelomelon) beckii (Broderip, 1836)
- Voluta fusiformis Swainson, 1822 => Ericusa sowerbyi (Kiener, 1839)
- Voluta fusiformis W. Turton, 1819 => Erato voluta (Montagu, 1803)
- Voluta fusiformis Defrance, 1829 † => Pisanella marieastridae Pacaud, Ledon & Loubry, 2015 †
- Voluta fusiformis Brocchi, 1814 † => Mitra fusiformis (Brocchi, 1814) †
- Voluta fusus Quoy & Gaimard, 1833 => Alcithoe fusus (Quoy & Gaimard, 1833)
- Voluta gabriella Benoist, 1874 † => Athleta gabriellis (Benoist, 1874) †
- Voluta gatliffi G. B. Sowerby III, 1910 => Amoria damonii damonii Gray, 1864
- Voluta georginae Gray in Griffith & Pidgeon, 1833 => Melo georginae (Gray in Griffith & Pidgeon, 1833)
- Voluta gibbosa Born, 1778 => Agaronia gibbosa (Born, 1778)
- Voluta glabella Linnaeus, 1758 => Marginella glabella (Linnaeus, 1758)
- Voluta glabra Gmelin, 1791 => Plekocheilus glaber (Gmelin, 1791)
- Voluta glans Gmelin, 1791 => Cymbium glans (Gmelin, 1791)
- Voluta globosa Dillwyn, 1817 => Vasum globulus (Lamarck, 1816)
- Voluta gouldiana Dall, 1887 => Scaphella gouldiana (Dall, 1887)
- Voluta gracilicostata Zittel, 1865 † => Austrotoma gracilicostata (Zittel, 1865) †
- Voluta gracilior Ihering, 1896 † => Miomelon gracilior (Ihering, 1896) †
- Voluta gracilis Dillwyn, 1823 => Nitidella nitida (Lamarck, 1822)
- Voluta gracilis Swainson, 1824 => Alcithoe fusus (Quoy & Gaimard, 1833)
- Voluta gracilis Philippi, 1887 † => Miomelon gracilior (Ihering, 1896) †
- Voluta grangeri G. B. Sowerby III, 1900 => Lyria mitraeformis (Lamarck, 1811)
- Voluta grayae Crosse, 1871 => Cymbiola mariaemma Gray, 1858
- Voluta gualtierii Scacchi, 1832 => Pisania striata (Gmelin, 1791)
- Voluta guildingii G. B. Sowerby I, 1844 => Enaeta guildingii (G. B. Sowerby I, 1844)
- Voluta guntheri E. A. Smith, 1886 => Paramoria guntheri (E. A. Smith, 1886)
- Voluta güntheri E. A. Smith, 1886 => Voluta guntheri (E. A. Smith, 1886)
- Voluta guttata Dillwyn, 1817 => Prunum guttatum (Dillwyn, 1817)
- Voluta guttata Reeve, 1849 => Enaeta reevei Dall, 1907
- Voluta hamillei Crosse, 1869 => Fulgoraria hamillei (Crosse, 1869)
- Voluta harfordi Cox, 1869 => Amoria canaliculata (McCoy, 1869)
- Voluta hargreavesi Angas, 1872 => Volutoconus hargreavesi (Angas, 1872)
- Voluta harpa Swainson, 1835 => Lyria anna (Lesson, 1835)
- Voluta harpa Mawe, 1823 => Lyria pattersonia (Perry, 1811)
- Voluta harpa Barnes, 1824 => Enaeta barnesii (Gray, 1825)
- Voluta harpula Lamarck, 1803 † => Lyria harpula (Lamarck, 1803) †
- Voluta haustrum Lightfoot, 1786 => Melo amphora ([Lightfoot, 1786])
- Voluta hebraea Born, 1778 => Voluta ebraea Linnaeus, 1758
- Voluta heteroclita Montagu, 1808 => Blauneria heteroclita (Montagu, 1808)
- Voluta hiatula Gmelin, 1791 => Agaronia hiatula (Gmelin, 1791)
- Voluta hilgendorfi Martens, 1897 => Exilia hilgendorfi (Martens, 1897)
- Voluta hirasei G. B. Sowerby III, 1912 => Fulgoraria hirasei (G. B. Sowerby III, 1912)
- Voluta imperialis [Lightfoot], 1786 => Cymbiola imperialis ([Lightfoot], 1786)
- Voluta incarnata Röding, 1798 => Voluta musica Linnaeus, 1758
- Voluta incompta Lightfoot, 1786 => Nebularia incompta (Lightfoot, 1786)
- Voluta indica Gmelin, 1791 => Melo melo (Lightfoot, 1786)
- Voluta indica G. B. Sowerby I, 1845 => Harpulina lapponica (Linnaeus, 1767)
- Voluta ingens W. Turton, 1819 => Myosotella myosotis (Draparnaud, 1801)
- Voluta interpuncta Reeve, 1849 => Harpulina lapponica (Linnaeus, 1767)
- Voluta interruptolineata Megerle von Mühlfeld, 1816 => Persicula interruptolineata (Megerle von Mühlfeld, 1816)
- Voluta irvinae E. A. Smith, 1909 => Cymbiola irvinae (E. A. Smith, 1909)
- Voluta ispidula Linnaeus, 1758 † => Agaronia ispidula (Linnaeus, 1758) †
- Voluta jaspidea Gmelin, 1791 => Jaspidella jaspidea (Gmelin, 1791)
- Voluta junonia Lamarck, 1804 => Scaphella junonia (Lamarck, 1804)
- Voluta kaupi Dunker, 1863 => Cymbiola cymbiola (Gmelin, 1791)
- Voluta kenyoniana Brazier, 1898 => Ericusa papillosa kenyoniana (Brazier, 1898)
- Voluta kingi Cox, 1871 => Amoria undulata (Lamarck, 1804)
- Voluta kirki Hutton, 1873 † => Mauira huttoni (Suter, 1914) †
- Voluta lacertina Petuch, 1990 => Voluta virescens virescens Lightfoot, 1786
- Voluta laevigata Röding, 1798 => Voluta musica Linnaeus, 1758
- Voluta laevigata Gmelin, 1791 => Mitra cornicula (Linnaeus, 1758)
- Voluta laevis Donovan, 1804 => Erato voluta (Montagu, 1803)
- Voluta lamarckii Kiener, 1839 => Melo broderipii (Gray, 1833)
- Voluta lamberti J. Sowerby, 1816 † => Euroscaphella lamberti (J. Sowerby, 1816) †
- Voluta lapponica Linnaeus, 1767 => Harpulina lapponica (Linnaeus, 1767)
- Voluta lens W. Wood, 1828 => Neotiara lens (W. Wood, 1828)
- Voluta leucostoma Gmelin, 1791 => Neocancilla papilio (Link, 1807)
- Voluta leucozonia Gmelin, 1791 => Varicella leucozonias (Gmelin, 1791)
- Voluta lineata Röding, 1798 => Voluta musica Linnaeus, 1758
- Voluta lineata Leach, 1814 => Amoria zebra (Leach, 1814)
- Voluta lineolata Küster, 1841 => Cymbiola vespertilio (Linnaeus, 1758)
- Voluta loroisi Valenciennes, 1863 => Harpulina lapponica loroisi (Valenciennes, 1863)
- Voluta lugubris Swainson, 1823 => Cymbiola flavicans (Gmelin, 1791)
- Voluta lutea (R. B. Watson, 1882) => Alcithoe lutea (R. B. Watson, 1882)
- Voluta luteofasciata Megerle von Mühlfeld, 1824 => Acteon tornatilis (Linnaeus, 1758)
- Voluta luteostoma Deshayes, 1844 => Cymbiola chrysostoma (Swainson, 1824)
- Voluta lyrata Brocchi, 1814 † => Sveltia lyrata (Brocchi, 1814)
- Voluta lyrata G. B. Sowerby I, 1825 => Lyria anna (Lesson, 1835)
- Voluta macandrewi G. B. Sowerby III, 1887 => Amoria macandrewi (G. B. Sowerby III, 1887)
- Voluta macgillivrayi Cox, 1873 => Cymbiola rutila (Broderip, 1826)
- Voluta maculata Swainson, 1822 => Amoria maculata (Swainson, 1822)
- Voluta maculata (Röding, 1798) => Voluta musica Linnaeus, 1758
- Voluta maculosa Gmelin, 1791 => Neocancilla maculosa (Gmelin, 1791)
- Voluta magellanica Gmelin, 1791 => Odontocymbiola magellanica (Gmelin, 1791)
- Voluta mammilla G. B. Sowerby I, 1844 => Livonia mammilla (G. B. Sowerby I, 1844)
- Voluta mangeri Preston, 1901 => Odontocymbiola magellanica (Gmelin, 1791)
- Voluta marginata Born, 1778 => Prunum marginatum (Born, 1778)
- Voluta marmorata Swainson, 1821 => Amoria hunteri (Iredale, 1931)
- Voluta martensi Strebel, 1906 => Adelomelon (Adelomelon) ancilla (Lightfoot, 1786)
- Voluta megaspira G. B. Sowerby I, 1844 => Fulgoraria megaspira megaspira (G. B. Sowerby I, 1844)
- Voluta melo Lightfoot, 1786 => Melo melo (Lightfoot, 1786)
- Voluta mendicaria Linnaeus, 1758 => Engina mendicaria (Linnaeus, 1758)
- Voluta mercatoria Linnaeus, 1758 => Columbella mercatoria (Linnaeus, 1758)
- Voluta miliaria Linnaeus, 1758 => Gibberula miliaria (Linnaeus, 1758)
- Voluta miltonis Gray in Griffith & Pidgeon, 1833 => Melo miltonis (Gray in Griffith & Pidgeon, 1833)
- Voluta minima G. B. Sowerby III, 1887 => Microvoluta australis Angas, 1877
- Voluta miocenica Fischer & Tournouër, 1879 † => Euroscaphella miocenica (Fischer & Tournouër, 1879) †
- Voluta mitis Lamarck, 1811 => (Cymbiola) vespertilio (Linnaeus, 1758)
- Voluta mitra Linnaeus, 1758 => Mitra mitra (Linnaeus, 1758)
- Voluta mitraeformis Lamarck, 1811 => Lyria mitraeformis (Lamarck, 1811)
- Voluta mitraeformis Brocchi, 1814 † => Brocchinia tauroparva (Sacco, 1894) †
- Voluta mitrella Risso, 1826 => Volvarina mitrella (Risso, 1826)
- Voluta modesta Wood, 1828 => Cymbiola flavicans (Gmelin, 1791)
- Voluta modesta Sandberger, 1860 † => Lyria lesbarritziana (Grateloup, 1845) †
- Voluta monilis Linnaeus, 1758 => Volvarina monilis (Linnaeus, 1758)
- Voluta multicostata Broderip, 1827 => Lyria mitraeformis (Lamarck, 1811)
- Voluta multiplicata Pannekoek, 1936 † => Cymbiola multiplicata (Pannekoek, 1936) †
- Voluta muricata Born, 1778 => Vasum muricatum (Born, 1778)
- Voluta muricina Lamarck, 1803 † => Volutilithes muricina (Lamarck, 1803) †
- Voluta muta Röding, 1798 => Voluta musica Linnaeus, 1758
- Voluta myotis Brocchi, 1814 † => Nealexia myotis (Brocchi, 1814) †
- Voluta nasica Schubert & Wager, 1829 => Zidona dufresnii (Donovan, 1823)
- Voluta nassa Gmelin, 1791 => Scalptia nassa (Gmelin, 1791)
- Voluta nasuta Gmelin, 1791 => Euplica scripta (Lamarck, 1822)
- Voluta nautica Lamarck, 1822 => Melo melo tesselata (Lamarck, 1811)
- Voluta navicula Gmelin, 1791 => Cymbium pepo ([Lightfoot], 1786)
- Voluta neptuni Gmelin, 1791 => Cymbium pepo ([Lightfoot], 1786)
- Voluta nigra Gmelin, 1791 => Isara nigra (Gmelin, 1791)
- Voluta nitidula Dillwyn, 1817 => Olivella minuta (Link, 1807)
- Voluta nivea Gmelin, 1791 => Olivella nivea (Gmelin, 1791)
- Voluta nivosa Lamarck, 1804 => Cymbiola nivosa (Lamarck, 1804)
- Voluta nobilis [Lightfoot], 1786 => Cymbiola nobilis ([Lightfoot], 1786)
- Voluta nodiplicata Cox, 1910 => Livonia nodiplicata (Cox, 1910)
- Voluta nodulosa Gmelin, 1791 => Neotiara nodulosa (Gmelin, 1791)
- Voluta nodulosa Lamarck, 1822 => Voluta musica Linnaeus, 1758
- Voluta norrisii Gray, 1838 => Cymbiola rutila (Broderip, 1826)
- Voluta norrisii G. B. Sowerby I, 1844 => Cymbiola nivosa (Lamarck, 1804)
- Voluta nubila Gmelin, 1791 => Quasimitra nubila (Gmelin, 1791)
- Voluta nucea Gmelin, 1791 => Pterygia nucea (Gmelin, 1791)
- Voluta nucleus Lamarck, 1811 => Lyria pattersonia (Perry, 1811)
- Voluta obesa Philippi, 1887 † => Adelomelon obesum (Philippi, 1887) †
- Voluta ocellata Gmelin, 1791 => Mitrella ocellata (Gmelin, 1791)
- Voluta oliva Linnaeus, 1758 => Oliva oliva (Linnaeus, 1758)
- Voluta olla Linnaeus, 1758 => Cymbium olla (Linnaeus, 1758)
- Voluta ornata Link, 1807 => Vexillum taeniatum (Lamarck, 1811)
- Voluta oryza O. G. Costa, 1830 => Ringicula auriculata (Ménard de la Groye, 1811)
- Voluta oviformis Lahille, 1895 => Pachycymbiola ferussacii (Donovan, 1824)
- Voluta pacifica Perry, 1810 => Alcithoe arabica (Gmelin, 1791)
- Voluta pallida Gray in Griffith & Pidgeon, 1833 => Amoria grayi Ludbrook, 1953
- Voluta papalis Linnaeus, 1758 => Mitra papalis (Linnaeus, 1758)
- Voluta papilio Link, 1807 => Neocancilla papilio (Link, 1807)
- Voluta papillaris Gmelin, 1791 => Cymbium pepo ([Lightfoot], 1786)
- Voluta papillosa Swainson, 1822 => Ericusa papillosa (Swainson, 1822)
- Voluta paradoxa Lahille, 1895 => Odontocymbiola magellanica (Gmelin, 1791)
- Voluta patriarchalis Gmelin, 1791 => Orphanopusia patriarchalis (Gmelin, 1791)
- Voluta pattersonia Perry, 1811 => Lyria pattersonia (Perry, 1811)
- Voluta paupercula Linnaeus, 1758 => Strigatella paupercula (Linnaeus, 1758)
- Voluta pellucida Dillwyn, 1817 => Spiralinella spiralis (Montagu, 1803)
- Voluta pepo [Lightfoot], 1786 => Cymbium pepo ([Lightfoot], 1786)
- Voluta perdicina Megerle von Mühlfeld, 1829 => Lyria pattersonia (Perry, 1811)
- Voluta perplicata Hedley, 1902 => Cymbiola perplicata (Hedley, 1902)
- Voluta persicula Linnaeus, 1758 => Persicula persicula (Linnaeus, 1758)
- Voluta petrosa Conrad, 1833 † => Volutovetus petrosus (Conrad, 1833) †
- Voluta pica Dillwyn, 1817 => Strigatella pica (Dillwyn, 1817)
- Voluta picturata Grateloup, 1834 † => Lyria picturata (Grateloup, 1834) †
- Voluta pinguis Dillwyn, 1817 => Olivancillaria urceus (Röding, 1798)
- Voluta piperita G. B. Sowerby I, 1844 => Cymbiola rutila (Broderip, 1826)
- Voluta pisum Brocchi, 1814 † => Ringicula auriculata (Ménard de la Groye, 1811)
- Voluta planicostata G. B. Sowerby III, 1903 => Lyria planicostata (G. B. Sowerby III, 1903)
- Voluta plicaria Linnaeus, 1758 => Vexillum plicarium (Linnaeus, 1758)
- Voluta plicata Dillwyn, 1817 => Voluta musica Linnaeus, 1758
- Voluta plicatula Brocchi, 1814 => Vexillum ebenus (Lamarck, 1811)
- Voluta polita Tate, 1889 † => Scaphella victoriensis Cossmann, 1899 †
- Voluta polygona Gmelin, 1791 => Vexillum polygonum (Gmelin, 1791)
- Voluta polyzonalis Lamarck, 1811 => Voluta virescens (Lightfoot, 1786)
- Voluta ponsonbyi E. A. Smith, 1901 => Callipara ponsonbyi (E. A. Smith, 1901)
- Voluta porcellana Perry, 1811 => Cryptospira strigata (Dillwyn, 1817)
- Voluta porcellana Gmelin, 1791 => Persicula porcellana (Gmelin, 1791)
- Voluta porcina Lamarck, 1811 => Cymbium cymbium (Linnaeus, 1758)
- Voluta porphyria Linnaeus, 1758 => Oliva porphyria (Linnaeus, 1758)
- Voluta praetexta Reeve, 1849 => Amoria praetexta (Reeve, 1849)
- Voluta prevostiana Crosse, 1878 => Fulgoraria megaspira prevostiana (Crosse, 1878)
- Voluta proboscidalis Lamarck, 1811 => Cymbium glans (Gmelin, 1791)
- Voluta prunum Gmelin, 1791 => Prunum prunum (Gmelin, 1791)
- Voluta pseudolirata Tate, 1888 † => Notovoluta pseudolirata (Tate, 1888)
- Voluta pulchella G. B. Sowerby I, 1850 † => Lyria pulchella (G. B. Sowerby I, 1850) †
- Voluta pulchra G. B. Sowerby I, 1825 => Cymbiola pulchra (G. B. Sowerby I, 1825)
- Voluta pumilio Brusina, 1865 => Luria lurida (Linnaeus, 1758)
- Voluta punctata Swainson, 1823 => Cymbiola pulchra complexa Iredale, 1924
- Voluta punctata T. Allan, 1818 => Columbella rustica (Linnaeus, 1758)
- Voluta pusilla Gmelin, 1791 => Melampus pusillus (Gmelin, 1791)
- Voluta pusio Swainson, 1823 => Voluta virescens Lightfoot, 1786
- Voluta pyramis Wood, 1828 => Nebularia pyramis (W. Wood, 1828)
- Voluta pyrum Linnaeus, 1767 => Turbinella pyrum (Linnaeus, 1767)
- Voluta queketti E. A. Smith, 1901 => Callipara queketti (E. A. Smith, 1901)
- Voluta rarispina Lamarck, 1811 † => Athleta ficulina (Lamarck, 1811) †
- Voluta rathieri Hébert, 1849 † => Athleta rathieri (Hébert, 1849) †
- Voluta reevii G. B. Sowerby II, 1864 => Amoria damonii reevii (G. B. Sowerby II, 1864)
- Voluta reflexa W. Turton, 1819 => Myosotella denticulata (Montagu, 1803)
- Voluta regia Schubert & J. A. Wagner, 1829 => Melo amphora ([Lightfoot, 1786])
- Voluta reticulata Röding, 1798 => Voluta musica Linnaeus, 1758
- Voluta reticulata Linnaeus, 1767 => Cancellaria reticulata (Linnaeus, 1767)
- Voluta reticulata Reeve, 1844 => Amoria damonii damonii Gray, 1864
- Voluta rhinoceros Gmelin, 1791 => Vasum rhinoceros (Gmelin, 1791)
- Voluta ringens W. Turton, 1819 => Myosotella denticulata (Montagu, 1803)
- Voluta ringens Noetling, 1901 † => Plejona risor Finlay, 1927 †
- Voluta roadnightae McCoy, 1881 => Livonia roadnightae (McCoy, 1881)
- Voluta rosea Röding, 1798 => Voluta musica Linnaeus, 1758
- Voluta rossiteri Brazier, 1898 => Alcithoe arabica (Gmelin, 1791)
- Voluta rubiginosa Swainson, 1821 => Cymbium cucumis (Röding, 1798)
- Voluta rückeri Crosse, 1867 => Voluta rueckeri (Crosse, 1867)
- Voluta rudis Gray in Griffith & Pidgeon, 1833 => Pachycymbiola ferussacii (Donovan, 1824)
- Voluta rueckeri Crosse, 1867 => Cymbiola rutila (Broderip, 1826)
- Voluta rugifera Dall, 1907 => Voluta musica (Linnaeus, 1758)
- Voluta rupestris Gmelin, 1791 => Fulgoraria rupestris (Gmelin, 1791)
- Voluta rustica Linnaeus, 1758 => Columbella rustica (Linnaeus, 1758)
- Voluta sanguisuga Linnaeus, 1758 => Vexillum sanguisuga (Linnaeus, 1758)
- Voluta scabra Gmelin, 1791 => Bullina lineata (Gray, 1825) (unaccepted, non O. F. Müller, 1784)
- Voluta scabricula Linnaeus, 1767 => Pterygia scabricula (Linnaeus, 1767)
- Voluta scafa Lightfoot, 1786 => Cymbium cymbium (Linnaeus, 1758)
- Voluta scapha Gmelin, 1791 => Cymbiola nobilis ([Lightfoot], 1786)
- Voluta schroeteri Link, 1807 => Mitra cornicula (Linnaeus, 1758)
- Voluta sclateri Cox, 1869 => Amoria undulata (Lamarck, 1804)
- Voluta scrobiculata Brocchi, 1814 † => Subcancilla scrobiculata (Brocchi, 1814) †
- Voluta scutulata Gmelin, 1791 => Strigatella scutulata (Gmelin, 1791)
- Voluta serpentina Lamarck, 1811 => (Cymbiola) vespertilio (Linnaeus, 1758)
- Voluta showalteri Aldrich, 1886 † => Euroscaphella showalteri (Aldrich, 1886) †
- Voluta siemssenii Boll, 1851 † => Euroscaphella siemssenii (Boll, 1851) †
- Voluta signifer Broderip, 1848 => Cymbiola flavicans (Gmelin, 1791)
- Voluta smithi G. B. Sowerby III, 1901 => Fulgoraria smithi (G. B. Sowerby III, 1901)
- Voluta sowerbyi Kiener, 1839 => Ericusa sowerbyi (Kiener, 1839)
- Voluta spectabilis Gmelin, 1791 => Adelomelon (Adelomelon) ancilla (Lightfoot, 1786)
- Voluta spenceriana Gatliff, 1908 => Amoria spenceriana (Gatliff, 1908)
- Voluta spinulosa Brocchi, 1814 † => Sveltia lyrata (Brocchi, 1814)
- Voluta stearnsii Dall, 1872 => Arctomelon stearnsii (Dall, 1872)
- Voluta stictica Link, 1807 => Mitra stictica (Link, 1807)
- Voluta stragulata Megerle von Mühlfeld, 1829 => Amoria zebra (Leach, 1814)
- Voluta striata Gmelin, 1791 => Pisania striata (Gmelin, 1791)
- Voluta strigata Dillwyn, 1817 => Cryptospira strigata (Dillwyn, 1817)
- Voluta studeri Martens, 1897 => Athleta studeri (Martens, 1897)
- Voluta subaffinis d'Orbigny, 1852 † => Athleta subaffinis (d'Orbigny, 1852) †
- Voluta subambigua d'Orbigny, 1852 † => Athleta subambiguus (d'Orbigny, 1852) †
- Voluta subcostaria d'Orbigny, 1852 † => Lyria lesbarritziana (Grateloup, 1845) †
- Voluta subcytharella d'Orbigny, 1852 † => Lyria lesbarritziana (Grateloup, 1845) †
- Voluta subdivisa Gmelin, 1791 => Vexillum subdivisum (Gmelin, 1791)
- Voluta subelegans d'Orbigny, 1852 † => Athleta subelegans (d'Orbigny, 1852) †
- Voluta subfusiformis d'Orbigny, 1850 † => Volutilithes subfusiformis (d'Orbigny, 1850) †
- Voluta subharpula d'Orbigny, 1852 † => Lyria lesbarritziana (Grateloup, 1845) †
- Voluta submitraeformis d'Orbigny, 1852 † => Lyria lesbarritziana (Grateloup, 1845) †
- Voluta subnodosa Leach, 1814 => Odontocymbiola magellanica (Gmelin, 1791)
- Voluta sulcata Lamarck, 1811 => Voluta musica Linnaeus, 1758
- Voluta sulcata Gmelin, 1791 => Pupa sulcata (Gmelin, 1791)
- Voluta syracusana Gmelin, 1791 => Pisania striata (Gmelin, 1791)
- Voluta tarbelliana Grateloup, 1847 † => Euroscaphella tarbelliana (Grateloup, 1847) †
- Voluta thatcheri McCoy, 1868 => Cymbiola thatcheri (McCoy, 1868)
- Voluta thiarella Lamarck, 1811 => Voluta musica Linnaeus, 1758
- Voluta tissotiana Crosse, 1867 => Cymbiola flavicans (Gmelin, 1791)
- Voluta tjilonganensis K. Martin, 1906 † => Cymbiola tjilonganensis (K. Martin, 1906) †
- Voluta tobagoensis Verrill, 1953 => Voluta musica Linnaeus, 1758
- Voluta tornatilis Linnaeus, 1758 => Acteon tornatilis (Linnaeus, 1758)
- Voluta translucida Verco, 1896 => Notopeplum translucidum (Verco, 1896)
- Voluta tricolor Gmelin, 1791 => Pusia tricolor (Gmelin, 1791)
- Voluta tringa Schroeter, 1783 => Nitidella nitida (Lamarck, 1822)
- Voluta tringa Linnaeus, 1758 => Columbella rustica (Linnaeus, 1758)
- Voluta triplicata G. B. Sowerby I, 1846 † => Palaeomelon jeffi (M. Griffin & S. N. Nielsen, 2008) †
- Voluta tuberculata Swainson, 1821 => Odontocymbiola magellanica (Gmelin, 1791)
- Voluta turbata Röding, 1798 => Voluta musica Linnaeus, 1758
- Voluta turbinata Kiener, 1839 => Voluta ebraea Linnaeus, 1758
- Voluta turneri Gray in Griffith & Pidgeon, 1834 => Amoria turneri (Gray in Griffith & Pidgeon, 1834)
- Voluta turrita Gmelin, 1791 => Turrilatirus turritus (Gmelin, 1791)
- Voluta undulata Chemnitz, 1788 => Cryptospira strigata (Dillwyn, 1817)
- Voluta undulata Lamarck, 1804 => Amoria undulata (Lamarck, 1804)
- Voluta unifasciata Wood, 1828 => Vexillum unifasciatum (Wood, 1828)
- Voluta uniplicata G. B. Sowerby III, 1900 => Fulgoraria smithi (G. B. Sowerby III, 1901)
- Voluta utriculus Gmelin, 1791 => Agaronia gibbosa (Born, 1778)
- Voluta varicosa Brocchi, 1814 † => Sveltia varicosa (Brocchi, 1814) †
- Voluta variculosa Lamarck, 1803 † => Leptoscapha variculosa (Lamarck, 1803) †
- Voluta variegata Gmelin, 1791 => Scabricola variegata (Gmelin, 1791)
- Voluta ventricosa Dillwyn, 1817 => Oliva bulbosa (Röding, 1798)
- Voluta verconis Tate, 1892 => Notovoluta verconis (Tate, 1892)
- Voluta vespertilio Linnaeus, 1758 => Cymbiola vespertilio (Linnaeus, 1758)
- Voluta vexillum Gmelin, 1791 => Harpulina arausiaca ([Lightfoot], 1786)
- Voluta vidali Philippi, 1897 † => Pachycymbiola vidali (Philippi, 1897) †
- Voluta violacea Lamarck, 1811 => Voluta musica Linnaeus, 1758
- Voluta virgo Linnaeus, 1767 => Vexillum virgo (Linnaeus, 1767)
- Voluta volginica Netschaew, 1897 † => Euroscaphella volginica (Netschaew, 1897) †
- Voluta volva Gmelin, 1791 => Amoria maculata (Swainson, 1822)
- Voluta volvacea Lamarck, 1811 => Cymbiola flavicans (Gmelin, 1791)
- Voluta vulpecula Linnaeus, 1758 => Vexillum vulpecula (Linnaeus, 1758)
- Voluta wetherellii J. de C. Sowerby, 1836 † => Euroscaphella wetherellii (J. de C. Sowerby, 1836) †
- Voluta wisemani Brazier, 1870 => Cymbiola pulchra wisemani (Brazier, 1870)
- Voluta zebra Leach, 1814 => Amoria zebra (Leach, 1814)
- Voluta ziczac Megerle von Mühlfeld, 1816 => Bullina lineata (Gray, 1825)
- Voluta ziervogelii Gmelin, 1791 => Vexillum ziervogelii (Gmelin, 1791)